# FK ROMAR
Der FK ROMAR war ein litauischer Fußballverein aus Mažeikiai. Er wurde 1992 gegründet und 1995 wieder aufgelöst.

## Vereinsgeschichte
Im Herbst 1992 wurde in Mažeikiai ein neuer Club gegründet, der zu Ehren des Hauptsponsors, des Unternehmers Romas Marcinkevičius, FK ROMAR genannt wurde. Nachdem in der Saison 1992/93 der sechste Tabellenplatz in der höchsten litauischen Spielklasse erreicht wurde, konnte der Verein die Saison 1993/94 auf dem ersten Tabellenplatz abschließen und qualifizierte sich somit für eine Teilnahme am UEFA-Pokal 1994/95. Dort unterlag er jedoch schon in der Vorrunde dem AIK Solna im Hin- und Rückspiel jeweils mit 0:2 und schied folglich aus.
In der Folgesaison belegte Romar den dritten Platz in der Liga. Im Herbst 1995 verlor der Klub jedoch seinen Mäzen, denn Romas Marcinkevičius verließ Litauen und emigrierte nach Kanada. Aufgrund der resultierenden finanziellen Problemen wurde der Verein nach kurzer Zeit aufgelöst. Nachfolgeverein ist der FK Mažeikiai.

## Erfolge
- Litauischer Meister: 1994